# Деволюція
Деволюція (від лат. devolutio — «згортання») — врегульоване законом передання повноважень з центрального уряду суверенної держави до уряду на субнаціональному рівні, наприклад, на обласному, місцевому чи державному. Це форма децентралізації. Території, що пройшли процес деволюції, отримують повноваження на формування законодавства, що буде на них поширюватись.
Деволюція відрізняється від федералізму тим, що делеговані повноваження субнаціонального органу можуть мати тимчасовий характер і, зрештою, належати центральному уряду, таким чином, держава залишається де-юре унітарною. Закони, створені децентралізованими парламентами або зборами, можуть бути скасовані центральним урядом таким же чином, як і будь-які інші закони.
Федеральні системи або федерації, відрізняються тим, що влада штату чи влада уряду провінції гарантована конституцією. Австралія, Канада, Індія та Сполучені Штати характеризуються федеральними системами з наявними конституціями (як і деякі з їхніх штатів або провінцій). До їх складу також входять території з меншою владою і повноваженнями ніж штат чи провінція. Інші приклади федерацій: Німеччина, Мексика, Росія та Швейцарія.
Приклади осередків деволюційного тиску: Країна Басків, Каталонія, Шотландія.

## Австралія
На території Австралії самоврядування було скасовано на референдумі в 1978 р., але 1979 р. Палаті Зборів було надано обмежені повноваження на самоврядування, а Законодавчій Асамблеї в 1988 р. було надано більш широкі повноваження.
Північна територія Австралії відмовилася від державності на референдумі в 1998 р. Відмова була несподіванкою як для Австралійського так і для Північного уряду території.
Законодавство території може бути скасоване парламентом Співдружності в Канберрі (англ. Commonwealth Parliament in Canberra), відомий приклад — недовго проіснувавший закон про евтаназію.

## Канада
Хоча Канада є федеративною державою, більша частина її суші на півночі керується законодавством федерального уряду. Причиною цього були події, що мали місце з 1870 року. У 1870 році наказ про Рупертс Ленд і Північно-Західний край (англ. Rupert's Land and North-Western Territory Order) спричинили передачу Рупертс Ленда і Північно-Західного краю в Канаду, відповідно до розділу 146 Закону про Конституцію (Constitution Act) від 1867 р. і Закону про Рупертс Ленд (англ. Rupert's Land Act) від 1868 р. За законом Манітоба (Manitoba Act) від 1870 р. було створено провінцію Манітоба з частини Рупертс Ленду, а також, в ньому зазначалося про залишення Північно-Західних територій (ПЗТ) (the Northwest Territories (NWT)), на яких парламент повинен був утвердити всі законодавчі повноваження, відповідно до Закону про Конституцію від 1871 р.
Починаючи з 1970 року, федеральний уряд передавав свої повноваження щодо прийняття рішень до північних урядів. Це означало більший місцевий контроль та відповідальність перед населенням півночі за вирішення майбутнього територій. Юкон відділився від Північно-Західних територій в 1898 р., але він залишився федеральною територією. Згодом, в 1905 році, з Північно-Західних територій були створені провінції Альберта і Саскачеван. Інші частини Рупертс Ленду були додані до провінцій Онтаріо і Квебек, розширюючи їх вузькі смуги території навколо Озера Святого Лаврентія і нижче Великих озер. Провінція Унгава була окружним адміністративним районом Канади на Північно-Західних територіях з 1895 по 1912. Континентальні райони провінції Унгава були передані Парламентом Канади з прийняттям Закону про розширення кордону Квебека (англ. Quebec Boundary Extension Act) від 1898 р. і Закону про розширення кордону Квебека (Quebec Boundaries Extension Act) від 1912 р. Статус регіону Лабрадор, який, як вважалося, був частиною провінції Унгава було вирішено в 1927 році Британським Судовим комітетом Таємної ради, який виніс рішення на користь провінції Ньюфаундленд.
У 1999 році федеральний уряд створив Нунавут відповідно до угоди, досягнутої з ескімосами — корінними народами Канади в Східній Арктиці, щодо вимоги земель. Прибережні острови на заході і півночі від Квебеку залишалася частиною Північно-Західних територій до створення Нунавуту в 1999 році.
З цього часу федеральний уряд повільно передавав законодавчі повноваження до територій. Включення територій, для їх більшої самостійності, процвітання і зайняття активної позиції в розвитку канадської федерації, вважається ключовим компонентом для розвитку півночі Канади. Серед трьох територій, перерозподіл повноважень є найбільш виражений в Юконі.

### Північно-західні території
Північно-західні Території (ПЗТ) не управлялися Оттавою з 1870 до 1970-х років, крім короткого періоду між 1898 і 1905, коли вони були в управлінні обраної асамблеї. Комісія Каруфи була створена в квітні 1963 урядом Лестера Б. Пірсона. Членство трьох осіб було впроваджено в 1965 році. На ПЗТ було проведено опитування громадськості в 1965 і 1966 році, а результати були повідомлені в 1966 році. Основною рекомендацією було те, щоб резиденція уряду територій розташовувалась на самих територіях. В результаті, Йеллоунайф був обраний столицею територій. Також рекомендувалась передача багатьох обов'язків від федерального уряду до уряду цих територій, що і було проведено. Вони включали відповідальність за освіту, малий бізнес, громадські роботи, соціальні послуги та місцеве самоврядування. З часом, уряд Північно-Західних територій взяв на себе повноваження щодо кількох інших програм і послуг, включаючи надання медико-санітарної допомоги, соціальних послуг, освіти, управління аеропортами та лісовим господарством. Законодавчі повноваження територіального законодавчого органу, викладені в розділі 16 Закону про Північно-Західні території.
Тепер, уряд Канади веде переговори про передачу ПЗТ Департаменту у справах аборигенів (англ. Department of Aboriginal Affairs), основною метою якого є забезпечення розвитку провінції Півночі. Дані обов'язки включають в себе законодавчі повноваження і програми, пов'язані з землею і ресурсами, які за Програмою департаменту в справах Півночі (ПСП) (англ. Northern Affairs Program) включають:
1) Повноваження щодо розробки, збереження і використання поверхневих і підземних природних ресурсів в ПЗТ, з видобутку корисних копалин (включаючи нафту і газ), управління водними ресурсами, управління земельними ресурсами та охороною навколишнього середовища;
2) Контрольні повноваження та управління державними землями з правом використовувати, продавати або іншим чином відчужувати таку землю;
3) Повноваження справляти роялті та інші доходи від природних ресурсів.
Уряд Північно-Західних територій, Саміт Аборигенів і уряд Канади призначили головного посередника для розроблення програми деволюції. Попередня угода була укладена в 2004 році. Остаточною датою завершення передачі повноважень для ПЗТ був березень 2007 р. Однак, каменем спотикання, стала проблема переведення федеральних службовців в органи територіального управління та невирішеність питання про те, скільки коштів Північно-західні Території отримають за свої ресурси, що і стало причиною затримки деволюції.

### Нунавут
У 1966 році федеральний уряд створив Комісію Каруфи (англ. Carruthers Commission) для вивчення питання про уряд на півночі країни. Після ретельного дослідження, Комісія дійшла висновку, що поділ ПЗТ є доцільним і неминучим. Був визнано те, що мешканці півночі хотіли управляти своїми справами самостійно і їм повинна бути надана така можливість, для чого і необхідна урядова реформа. Було рекомендовано створити нову систему представницької влади. В результаті, з кінця 1960-х років федеральний уряд поступово створював виборчі округи і передав запровадження багатьох програм в органи територіального управління. Жителі територій взяли на себе все більше відповідальності за щоденне управління своїми справами. У 1982 був проведений плебісцит, на який ПЗТ висунули таке питання: «Чи вважаєте ви, що ПЗТ повинні бути розділені?» П'ятдесят три відсотки виборців взяли участь у плебісциті, з яких 56,4 % відповіли ствердно. Явка виборців та підтримка поділу була особливо сильною в Східній Арктиці. Інуїти, населення східної частини території, з часом, все більше підтримували ідею самоврядування. Вона розглядається як найдієвіший спосіб захисту їх культури і традицій та вирішення їх національних проблем.
Як Законодавчі збори ПЗТ, так і федеральний уряд затвердив ідею поділу території. Вона розглядалася як важливий крок в напрямку заохочення інуїтів та інших жителів Східної Арктики самостійно управляти територіальними справами. Однак, були деякі перепони. Перед заходами деволюції потрібно було врегулювати певні проблеми. Перш за все, потрібно було вирішити земельні претензії, які на той час набули широкого розголосу. По-друге, всі сторони повинні домовитися про нові кордони. І на останок, необхідно було погодити розподіл повноважень між територіальними, регіональними та місцевими рівнями влади. Різні уряди і корінні жителі тісно співпрацювали для реалізації цих цілей. Угода щодо земель Нунавуту (англ. The Nunavut Land Claims Agreement) була ратифікована інуїтами в листопаді 1992 року, підписана прем'єр-міністром Канади 25 травня 1993 р. і в червні прийнята парламентом Канади. Це був найбільший врегульований спір про землю в канадській історії. Він дав інуїтам 350 000 квадратних кілометрів землі і забезпечив їх трансфертами від федерального уряду на більше ніж 1,1 млрд доларів. Ці гроші будуть знаходитись на рахунку трасту і використовуватись для різних проектів: від фінансування регіональних підприємств до виплати стипендій студентам. Інуїти також отримали частку від роялті на ресурси та широкі повноваження в управлінні землею і охороні навколишнього середовища. Земельна угода також зобов'язала Уряд Канади на законодавчому рівні, через парламент, створити нову територію на східній частині ПЗТ.
У той час коли продовжувалися переговори щодо врегулювання земельних спорів, робота також велася по визначенню потенційних кордонів нової Східної території. Дане питання було представлене для вирішення всіма виборцями ПЗТ в травні 1992 р. на плебісциті. З голосувавших, 54 % підтримали запропонований кордон. Уряд Північно-Західних територій, Тангавітська організація Нунавуту (Nunavut Tunngavik), організація, що представляє інуїтів, і федеральний уряд офіційно затвердили кордон Нунавуту. Заключною частиною прийняття кордону, було його королівське затвердження 10 червня 1993 р. Він офіційно визначав територію Нунавуту і забезпечував правову основу для діяльності його уряду. 1 квітня 1999 р. було визначено як день, коли виникла нова територія.
Уряд Нунавуту в даний час веде переговори з урядом Канади щодо угоди про деволюцію. Інтереси інуїтів представляє Тангавітська організація Нунавуту (Nunavut Tunngavik), яка також є учасником переговорів.
Передача природних ресурсів уряду Нунавуту здійснювалася перед призначенням представника міністерства по деволюції Нунавуту. Представник провів зустрічі із зацікавленими сторонами, включаючи ради, створені в рамках Угод по земельних спорах в Нунавуті (Nunavut Land Claims Agreement), територіальні та федеральні урядові відомства з метою визначити, коли буде відбуватися деволюція, і яким буде її порядок. Уряд Нунавуту і Тангавітська організація Нунавуту (Nunavut Tunngavik) призначили своїх переговірників.

### Юкон
У 1896 році в Юконі було виявлено золото, і це було початком того, що згодом дістало назву золота лихоманка. У зв'язку з цим спостерігався стрімкий ріст населення. До 1898 року Доусон став найбільшим канадським містом, що розташовувався західніше Вінніпегу, з населенням 40000 чоловік. У відповідь на це, уряд Канади офіційно заснував провінцію Юкон в 1898 році. Північно-Західна кінна поліція була направлена з метою забезпечення управління Канади та реалізації Закону Юкону (The Yukon Act), яким передбачалась посада уповноваженого для керування територією. За законом 1898 року комісару в Раді надано « такі ж повноваження для видання наказів … які наявні у віце-губернатора Північно-Західних територій, що будуть здійснюватися з урахуванням рекомендацій та за згодою Законодавчих Зборів». У 1908 році, зважаючи на поправки до Закону про Юкон (англ. The Yukon Act), Рада перетворилась в виборний орган.
З часом, територіальний уряд почав здійснювати розширені функції. До середини 1960-х років, школи, громадські роботи, соціальне забезпечення, а також різні інші питання місцевого характеру належали до повноважень територіальних органів.
Розширення повноважень обраних членів Ради, з часом, сприяли значним змінам ролі комісара Юкону. Інструкції Міністра у справах Індіанців і Міністра розвитку Півночі від 1979 року були направленні Уповноваженому, щоб він дозволив обраним членам і Виконавчій раді приймати важливі політичні рішення, зазначивши, що їх дії, як правило, повинні бути погоджені з вибраною Виконавчою радою.
Як і на Північно-Західних територіях, федеральні повноваження були передані уряду Юкону в 1980 році. У 1988 році міністр і голова уряду Юкону підписали меморандум про взаєморозуміння (Memorandum of Understanding), який зобов'язував сторони, щоб полегшити хід деволюції решти провінцій, надати повноваження щодо управління до уряду Юкону. Повноваження, передані з тих пір включають: рибальство, безпеку в шахтах, обслуговування внутрішньотериторіальних доріг, управління лікарнями, організаціями в сфері охорони здоров'я, нафти і газу і, віднедавно, управління природними ресурсами.
Обговорення передачі повноважень по управлінню землями і ресурсами до уряду Юкону, почалися в 1996 році, потім, в січні 1997, мала місце офіційна федеральна пропозиція деволюції повноважень. У вересні 1998 р. був підписаний протокол, що затверджував початок роботи над Угодою про деволюцію. А 28 серпня 2001 р., остаточний проект Угоди про деволюцію (Devolution Transfer Agreement) був наданий для розгляду. Угода про деволюцію була укладена з урядом Юкону 29 жовтня 2001 р. А угода, що передбачала передачу повноважень щодо управління земельними, водними і іншими ресурсами — 1 квітня 2003 року.

## Мексика

### Федеральний округ
Усі штати Мексики, які складають федерацію, є повністю автономними. Федеральний округ, який спочатку включав Мехіко та інші муніципалітети, був створений в 1824 році, щоб стати столицею федерації. Як така, вона управлялася безпосередньо центральним або федеральним урядом, а президент Мексики призначав свого губернатора або виконавчого регента. Навіть при тому, що муніципалітети в межах федерального округу були автономними, їх повноваження були обмежені. У 1928 році ці муніципалітети були скасовані і перетворені в неавтономні райони (ісп. delegaciones) і «Центральний округ», пізніше перейменований в Мехіко. У 1970 р. цей округ був розділений на чотири нові райони (delegaciones), а в конституції визначалося, що Мехіко сусідить з усім федеральним округом..
У 1980 році громадяни федерального округу, що був найбільш населеним суб'єктом Федерації в Мексиці, стали вимагати самоврядування, деволюцію, для того, щоб безпосередньо обирати главу уряду і створити законодавчі збори. У 1987 році конституційним указом була створена Асамблея представників, члени якої були обрані всенародним голосуванням. Передачу виконавчої влади не було здійснено до 1997 року, поки на всенародному голосуванні не було обрано першого голову уряду. Нарешті, в 2000 році, влада передалась регіонам (delegaciones), хоча, вона була дещо обмежена: жителі тепер могли вибирати своїх голів районного уряду (ісп. Jefes delegacionales) але райони досі не мали розпорядчих повноважень.
Автономія або самоврядування федерального округу, гарантувалася федеральним урядом, який, в принципі, мав право скасувати її. Президент Мексики досі має останнє слово в деяких рішеннях (наприклад, він повинен затвердити визначені питання), а з'їзд Союзу (Congress of the Union) розглядає бюджет федерального округу і встановлюють межу боргу.
Деякі партії лівих та інші політичні партії виступали, з 1980 року за повне делегування повноважень шляхом перетворення федерального округу в тридцять другий штат Федерації (запропонована назва — «Штат долини Мехіко», щоб відрізняти від штату Мехіко, інша запропонована назва — «Штат Анагуак»).

### Корінні народи
У останніх поправках до Конституції Мексики, вона була визначена як країна «мультикультурних націй», хоча, спочатку, була заселена «корінними народами». Їм надано право «вільного вибору», щоб вибирати соціальні, економічні, культурні та політичні організації до яких вони, на основі демократичних принципів, обиратимуть представників на свій розсуд, крім того, жінки отримали на рівні з чоловіками однакові можливості для участі в соціальному та політичному житті. Хоча немає офіційного визначення повноважень, і вони досі управляються муніципалітетами і штатами, на території яких вони розташовані, корінні народи можуть обирати представників до місцевих рад. На практиці, вони можуть мати автономну форму самоврядування, але вони все ще є суб'єктом, повноваження якого визначаються Федеральною конституцією і конституціями штатів, на території яких вони розташовані.

## Франція
В кінці 1980-х років французьким урядом був розроблений процес децентралізації. Спочатку були створені регіони та регіональні асамблеї. Разом з відомчими радами ці органи мають повноваження регулювати витрати на інфраструктуру та технічне обслуговування (шкіл та автомобільних доріг) і на інші соціальні потреби. Вони отримують дохід за рахунок справляння податків, зокрема на нерухомість. На додаток, більша частина витрат здійснюється за рахунок прямих субсидій від органів центральної влади.
Також є території, населення яких виступає за надання більшої самостійності Окситанії, Ельзасу, і Бретані.

## Іспанія
Конституція Іспанії від 1978 р. запроваджувала автономію національностей (nationalitie) і регіонів, які входять до складу Королівства Іспанія.
Під «системою автономій» (ісп. Estado de las Autonomías), в Іспанії розуміють «управління, відповідно до повноважень, делегованих протягом останніх 30 років» і «дуже децентралізовану країну», де центральний уряд здійснює всього 18 % державних витрат; регіональні уряди 38 %, міські ради 13 %, а система соціальної безпеки — решту.
12 грудня 2013 р. Каталонський уряд оголосив проведення референдуму з питання про самовизначення. Центральний уряд Іспанії вважає, що даний референдум є неконституційним і не може бути проведений. У 2010 Конституційний суд постановив, що можуть проводитись необов'язкові референдуми і, згодом, кілька муніципалітетів провели такі референдуми.

## Велика Британія
У Сполученому Королівстві деволюція уряду була проведена після референдуму за системою простої більшості в Уельсі і Шотландії у вересні 1997 року і в Лондоні — в травні 1998 р. У період між 1998 і 1999 було створено Шотландський парламент, Національну асамблею Уельсу, Асамблею Північної Ірландії та Асамблею Лондона. Кампанія Англійського Парламенту (англ. Campaign for an English Parliament), сформована в 1998 році для підтримки деволюції Англії, створення відокремленого Англійського парламенту чи асамблеї. Йоркшир, Вессекс, Лінсіянд Мерсіа утворюють схожі, але трошки інші місцеві угрупування. У Шотландії референдум проводився 18 вересня 2014 р. на якому громадяни опитувались, чи повинна бути Шотландія незалежною країною. Переважна більшість виборців висловила негативну думку. В результаті цього голосування, Девід Кемерон оголосив новий план деволюції, що буде введений в дію найближчим часом, за яким, більше повноважень передаються Шотландському уряду, зокрема, можливість прийняття рішень, пов'язаних з оподаткуванням.

## Сполучені Штати
У Сполучених Штатах тільки федеральний уряд, уряди штатів і визнані на федеральному рівні індіанські племена визнані Конституцією, тому органи місцевого самоврядування є підрозділами штатів. Поділ штатів на регіони також може бути деволюцією, залежно від того як це регулюється Конституцією штату.

### Округ Колумбія
У Сполучених Штатах, округ Колумбія є яскравим прикладом передання повноважень. Округ є відокремленим від штатів і має свій власний обраний уряд; у багатьох відношеннях, його повноваження збігаються з повноваженнями інших штатів: наявні власні закони, своя судова система, Департамент транспортних засобів та інші. Тим не менш, уряди 50 штатів отримали широке коло повноважень за Конституцією США, і більша частина їх законів не може бути скасована актом федерального уряду США. Округ Колумбія, навпаки, за конституцією перебуває під виключним контролем Конгресу Сполучених Штатів, який утворює уряд округу. Будь-який закон, прийнятий Законодавчими зборами округу, може бути скасований рішенням конгресу, та й уряд округу може бути повністю змінений чи розпушений простою більшістю голосів у Конгресі.